# Hans Dahlgren
Hans Eric Albert Dahlgren (ur. 16 marca 1948 w Uppsali) – szwedzki polityk i dyplomata, działacz Szwedzkiej Socjaldemokratycznej Partii Robotniczej, kilkukrotny sekretarz stanu, od 2019 do 2022 minister.

## Życiorys
W trakcie nauki był przewodniczącym organizacji młodzieżowej Sveriges Elevers Centralorganisation (SECO). W 1971 ukończył studia ekonomiczne w Wyższej Szkole Handlowej w Sztokholmie. Początkowo pracował jako reporter w publicznej telewizji SVT (1970–1974). Wkrótce dołączył do socjaldemokratów, podejmując pracę w administracji rządowej.
W latach 1975–1976 był asystentem Svena Anderssona, ministra spraw zagranicznych. Od 1977 do 1983 pełnił funkcję sekretarza prasowego Olofa Palmego, następnie do 1991 był doradcą premierów do spraw polityki zagranicznej. W latach 1992–1994 był sekretarzem generalnym międzynarodowej organizacji Commission on Global Governance. Następnie do 1997 zajmował stanowisko sekretarza stanu przy premierze. W latach 1997–2000 był stałym przedstawicielem Szwecji przy ONZ, następnie do 2006 sprawował urząd sekretarza stanu w resorcie spraw zagranicznych. Od 2007 do 2010 pełnił funkcję ambasadora Szwecji przy organizacjach międzynarodowych w Genewie, po czym do 2012 w randze ambasadora zajmował się w MSZ prawami człowieka. W latach 2013–2014 pracował w strukturze partyjnej jako dyrektor administracyjny i skarbnik socjaldemokratów. W 2014 powrócił do administracji rządowej na stanowisko sekretarza stanu przy premierze.
W styczniu 2019 w drugim rządzie Stefana Löfvena objął stanowisko urząd do spraw stosunków europejskich. Pozostał na tej funkcji również w utworzonym w lipcu 2021 trzecim gabinecie tegoż premiera oraz w powołanym w listopadzie 2021 rządzie Magdaleny Andersson. Zakończył urzędowanie w październiku 2022.